# Хогезанд-Саппемер
Хогезанд-Саппемер (нидерл. Hoogezand-Sappemeerо файле) — бывшая община на севере Нидерландов, в провинции Гронинген. Крупнейшая община провинции после Гронингена. Община известна благодаря кораблестроительной индустрии, развитой на её территории. Население Хогезанд-Саппемера на 1 июля 2006 года составляло 34 453 человек. 1 января 2018 года Хогезанд-Саппемер вошёл в состав новой общины Мидден-Гронинген.
В общину входили населённые пункты: Ахтердип, Боргеркомпагни, Боргвег, Фоксхам, Фоксхол, Фоксхолстербос, Хогезанд, Ягерсвейк, Калвейк, Кил-Виндевер, Клейнемер, Кропсволде, Лула, Мартенсхук, Мервейк, Ньиве-Компагни, Саппемер, Трипскомпагни, Ватерхёйзен, Вестербрук, Волфсбарге.

## Транспорт
Через общину проходит автомобильная магистраль — A7 (E 22 Амстердам-Гронинген-Германия).
Железная дорога также пролегает через территорию общины и связывает Гронинген с Nieuweschans/Leer в Германии. В общине есть 4 железнодорожные станции — Кропсволде, Мартенсхук, Хогезанд-Саппемер, и Саппемер-Ост.